# Martha Washington (Schiff)
Die Martha Washington war ein nach Martha Washington, der Frau des US-Präsidenten George Washington, benannter Transatlantik-Ozeandampfer der österreichischen Reederei Austro-Americana in Triest, der 1908 in Dienst gestellt wurde. Beim Ausbruch des Ersten Weltkriegs wurde das Schiff in Hoboken, New Jersey, aufgelegt und nach dem Kriegseintritt der USA Anfang 1917 beschlagnahmt, um es als Truppentransporter einzusetzen. 1922 gelangte es nach dem nun italienischen Triest zurück, wo es nach weiterem Passagierdienst 1934 abgewrackt wurde.

## Geschichte

### Indienststellung und Passagierfahrten bis 1914
Das aus Stahl gebaute Dampfschiff Martha Washington lief bei der schottischen Werft Russel & Co. in Port Glasgow (Kingston Yard) am 7. Dezember 1907 vom Stapel. Es war 140,21 m lang und 17,07 m breit und hatte einen Rauminhalt von 8145 Bruttoregistertonnen (BRT). Das erste mit zwei Schornsteinen ausgestattete Schiff der Reederei Austro-Americana verfügte über zwei Dreifachexpansions-Dampfmaschinen der Firma Rankin & Blackmore aus Greenock mit einer Leistung von 6500 PS, die dem Schiff eine Maximalgeschwindigkeit von 17,2 Knoten verliehen. Die Martha Washington bot 70 Passagieren in der Ersten, 130 in der Zweiten und 1230 in der Dritten Klasse Platz. Bis zur Indienststellung der Kaiser Franz Joseph I. im Februar 1912 war es das größte Schiff der Reederei und für den Passagierdienst zwischen Triest und New York City vorgesehen, wobei insbesondere auch das stark angewachsene Auswanderergeschäft mit den Kapazitäten der III. Klasse bedient werden sollte.

Die Ausstattung des Schiffs entsprach dem technischen Höchststand der Zeit. Durch ein Thermotank-System – bei diesem wird warme Luft in die Kabinen gedrückt, womit auf Heizkörper in den Kabinen verzichtet werden konnte –, die Anordnung der Kabinen der 1. und 2. Klasse ausschließlich als Außenkabinen und den Verzicht auf Stockbetten in der 1. Klasse wurde größtmöglicher Komfort erreicht. Über eine geräumige Eingangshalle im gehobenen Louis-seize-Stil gelangten die Passagiere in das Gesellschafts- und Musikzimmer. Die beiden höheren Klassen verfügten jeweils über einen eigenen Speisesaal, wobei derjenige der 1. Klasse durch einen Lichtschacht mit dem darüber befindlichen Musiksalon und der Bibliothek verbunden war. Weitere Gesellschaftsräume inklusive einem Rauchsalon – ansonsten herrschte auf dem Schiff Rauchverbot – und ein Wintergarten auf dem Promenadendeck sorgten für eine angenehme Schiffspassage. Schließlich war für die drahtlose Kommunikation mit dem Festland und anderen Schiffen ein Funkraum („Marconi-Station“) eingerichtet.
Die Martha Washington wurde am 17. April 1908 in Glasgow von einer Mannschaft der Austro-Americana unter Kapitän Carlo Gerolimich (bis 8. November 1910) übernommen und nach New York verbracht. Von dort startete am 29. April 1908 ihre Jungfernfahrt über Neapel in den Heimathafen Triest, wo sie am 9. Mai 1908 anlegte. Die erste vollständige Fahrt auf dem Bestimmungskurs Triest-Patras-Palermo-New York und zurück startete am 23. Mai 1908. Später kommandierte Ettore Zar, der Schwager Callisto Cosulichs, lange Jahre bis zu seiner Pensionierung 1922 das Schiff, wie sich aus einschlägigen Passagierlisten ergibt.

### Truppentransporter der US Navy
Nachdem die Vereinigten Staaten in den Ersten Weltkrieg eingetreten waren, wurde die in Hoboken (New Jersey) aufliegende Martha Washington am 6. April 1917 vom Quartiermeister der US-Armee requiriert. Im November 1917 wechselte sie zur US-Marine, von der sie nach einer zweimonatigen Überholung für Kriegszwecke als Truppentransporter zwischen den USA und Westeuropa eingesetzt wurde. Auf ihrer ersten Reise, die am 10. Februar startete und am 14. März 1918 wieder in New York endete, brachte sie gemeinsam mit weiteren Schiffen, wie der Von Steuben, Präsident Lincoln oder Antigone, Truppen nach Frankreich. Ihre letzte Reise führte die Martha Washington bis ans Schwarze Meer, von wo sie armenische und polnische Flüchtlinge nach Konstantinopel brachte. Am 15. Oktober 1919 trat sie die Heimreise über Malta, Marseille und Brest an. In New York langte sie am 11. November 1919 an und wurde nach Außerdienststellung am 18. November 1919 dem Kriegsministerium übergeben. Auf acht Fahrten waren mit ihr insgesamt 24.005 militärische und zivile Passagiere verschifft worden.

### Dienst im Nachkriegsitalien
Im November 1922 wurde der Dampfer wieder an die ehemalige Eignerin verkauft, die nun als Cosulich Società Triestina di Navigazione (Cosulich Line) firmierte und weiterhin im inzwischen italienisch gewordenen Triest residierte. Nach einer Modernisierung trat das Schiff in den Eildienst nach New York und verließ unter dem Kommando von Aristide Cosulich Triest am 27. Juli 1923. Anfang 1924 erhielt das Schiff eine Ölfeuerung, danach nahm es seinen Dienst auf der Nordamerika-Route wieder auf. Aufgrund der Indienststellung moderner Schiffe bei den in Genua ansässigen Konkurrenzreedereien „Lloyd Sabaudo“ und „Navigazione Generale Italiana“ beschloss die Cosulich Line, die „Martha Washington“ – zusammen mit der „Presidente Wilson“ – durch einen Neubau zu ersetzen. Im Oktober 1927 wechselte es in diesem Zusammenhang auf die weniger wichtige Linie Triest-Buenos Aires.
Schließlich wurde das Schiff 1932 an die Italia Società di Navigazione (Italian Line) verkauft, die es in Tel Aviv umbenannte. Nach einem Brand des Schiffs in der Triester Werft Cantiere San Rocco di Muggia am 18. März 1932, wo erneut Modernisierungsarbeiten ausgeführt werden sollten, wurde es am 8. April 1934 nach 26-jähriger Dienstzeit durch die Cantieri Riuniti dell‘Adriatico abgewrackt.

## Werbematerialien, Fahrpläne, Modelle

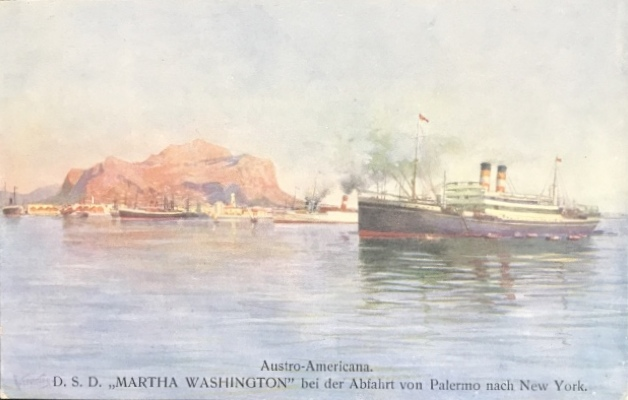
AK Martha Washington vor Palermo (K. Feiertag)

Um für die Fahrten der Martha Washington zu werben, wurden in mehreren Sprachen Plakate, Fahrpläne für den Liniendienst und sog. Vergnügungs- und Erholungsreisen sowie Passagierlisten, teilweise mit Angaben zu den technischen Parametern des Schiffs und Decksplänen, verwendet. Von verschiedenen Verlagen wurden auch Postkarten mit Abbildungen des Schiffs vertrieben, u. a. von der New Yorker Firma Phelps Brothers & Co., dem Generalvertreter der Austro-Americana in den USA, oder den Brüdern Kohn in Wien, bei denen eine von dem Wiener Maler Karl Feiertag gestaltete, mit dem Reederei-Logo versehene Serie von wohl 12 Künstlerpostkarten, die mindestens mit deutsch- und italienischsprachiger Beschriftung erschien; es liegen aber auch Karten ohne bildseitigen Hinweis auf das Motiv vor. Die Kartenserie erschien auch in einem von der Reederei veranlassten Album ohne Text und Herausgeberangaben.
Ein maßstabsgerechtes Modell des Schiffs befindet sich in der Sammlung der Associazione Marinara Aldebaran in Triest.